# Anne de Constantinople
Anne de Constantinople ou Anna de Macédoine (née vers 888, morte vers 901), fait partie de la dynastie macédonienne instaurée par son grand-père Basile Ier. Elle est issue du deuxième mariage de son père, l’empereur Léon VI le Sage et Zoé Zaoutsina (ou Zaoutzaina). Elle est impératrice de l’Empire byzantin en 900 avant d’être fiancée à Louis III l'Aveugle. Puis, elle quitte l’empire oriental pour l’Occident en 900. Elle aura un enfant du nom de Charles Constantin (ou Charles-Constantin de Vienne) vers 900 ou 901. Elle meurt en donnant naissance à son fils.

## Famille
Son grand-père maternel, Stylianos Zaoutzes (ou Stylianos Tzaoutzès) est d’origine arménienne. Il était fonctionnaire sous Basile Ier et il a fait des pressions en faveur de la libération de prison de Léon VI. À ce moment, le futur empereur Léon et Zoé ont déjà une liaison. Stylianos reçoit de la part de Léon VI le titre honorifique de basilicateur, ce qui équivaut au titre de père spirituel de l’empereur. Il est également le conseiller juridique du Basileus. Il a espéré que sa fille Zoé devienne impératrice. Zoé est décrite comme possédant une grande beauté. À cette époque, elle est encore une concubine de l’empereur. Zoé est contrainte de marier un autre homme Théodore Guzuniates.
Léon est dans l'obligation d’épouser Théophano, à cause son père Basile Ier. Cependant, les deux amants ont quand même une fille, Anne, vers 888 durant leur mariage respectif. Zoé est soupçonnée d’avoir commandé l’assassinat de son mari, Théodore Guzuniates, ainsi que celui de l’impératrice Théophano. Les principales motivations de Zoé sont de vouloir légitimer sa relation avec l’empereur Léon VI  et qu'ainsi leur fille, Anne, ait le titre d’impératrice. Cela crée un scandale, mais cela n’empêche en rien le mariage de Zoé et Léon. Cependant, l’année exacte de cette célébration reste nébuleuse. Théophano décède en 895 et le mariage aurait eu lieu en 898. Zoé serait morte l’année suivante. Cela rendra possible le couronnement d'Anne comme impératrice à son décès.
D’autres auteurs datent la mort de Théophano et le second mariage en 894. Quant au décès de Zoé, il serait daté en 896. Puis, Anne deviendrait Augusta en 896. Pour résumer, après la mort de sa première femme, Léon VI épouse sa concubine de longue date Zoé. Leur mariage dure entre un ou deux ans puis Zoé meurt à son tour. Puisque la loi interdit le troisième mariage, l’empereur n’a pas d’autre choix de nommer Anne, sa fille, comme impératrice.

## Biographie

### Éducation
Avant l’âge de sept ans, les enfants sont sous la responsabilité de leur mère, il y a de fortes chances qu'Anne ait grandi avec sa mère jusqu’à cet âge. Puis, elle a commencé son éducation primaire comme le veut la coutume byzantine. Elle a dû apprendre la lecture et l’écriture à travers l’étude des textes religieux et cela lui donne les fondements du christianisme orthodoxe. Probablement que son éducation se fait dans une école privée et payante. Le primaire dure en moyenne de 4 à 5 ans.

### Augusta
À la mort de sa femme Zoé en 899 ou 896, Léon VI ne peut se remarier une troisième fois. Anne est nommée Augusta, ce qui veut dire qu’elle devient l'impératrice, rôle important dans l’empire. En effet, la société byzantine donne un grand rôle à son impératrice. Elle est influente sur les questions politiques et gouvernementales. Certaines d’entre elles, grâce à leur beauté ou à leurs intelligences supérieures, ont su exercer sur leur mari une très grande influence ainsi que sur les politiques de l’empire.
L’Augusta vit dans le gynécée impérial où elle exerce ses pleins pouvoirs. Elle a à sa disposition de nombreuses servantes pour combler ses moindres désirs. Ces dernières devaient se montrer fidèles à leur impératrice.
Le soin de leur beauté et de leur toilette est leur principale activité dans le gynécée. Par exemple, Théodora prenait des bains assez fréquemment pour préserver sa beauté. La plupart des impératrices sont décrites comme étant pieuses. Elles font des exercices de dévotions, elles ont de longs entretiens avec des moines qui occupent également une bonne partie de la vie de l’Augusta. Certaines font des cercles de lecture et semblent apprécier l’art des belles lettres. Ces femmes ont une bonne éducation. D’autres, comme Théodora, font appel à des bouffons pour se divertir. Le gynécée est aussi le lieu de prédilection pour les potins et intrigues de cour.
L’Augusta possède également une fortune personnelle  dont elle peut disposer comme elle le veut. Bien souvent, le Basileus ne sait pas ce que fait l’impératrice avec ses finances. D’ailleurs, le gynécée peut être le théâtre de nombreux complots, comme celui contre Nicéphore Phocas.
L’impératrice a un rôle important à l’extérieur du gynécée. En effet, elle accompagne l’empereur lors de ses visites officielles ou pour les cérémonies de cour. Sans la présence de l’Augusta, il est impossible de célébrer une fête officielle. Elle aidait son mari à préparer une fête lorsqu’une princesse étrangère visitait le palais. Elle conviait les princesses à manger dans ses appartements privés et les couvrait de cadeaux. Il s’agit d’une manière de participer à la politique extraterritoriale.
Pour être une Augusta, il faut généralement être mariée au souverain de l’empire. Cependant, ce n’est pas le mariage qui lui confère son titre. En effet, elle devait d’abord être couronnée lors d’une cérémonie très solennelle et complexe. Ce sacre confère à la future épouse sa puissance et son influence sur l’empereur. Ensuite, le mariage a lieu entre elle et l’empereur.
Le cas d’Anne est particulier. Durant le règne de Léon VI, le père d’Anne, était interdit de troisième mariage sous peine de recevoir de lourdes sanctions canoniques. Léon avait fait adopter ce décret alors que sa première femme était toujours vivante. Cette règle est respectée puisque le clergé est proche du pouvoir byzantin. Après la mort de sa seconde épouse, l’empereur se voit dans l’impossibilité de se marier pour une troisième fois. Mais l’empire a besoin d’une Augusta. Alors, il nomme Anne comme impératrice.
Étant Augusta, la jeune Anne peut avoir beaucoup de pouvoir. Voici un exemple qui montre l’étendue du pouvoir de l’impératrice : en  491, lors de la mort de l’empereur Zénon, sa veuve l’impératrice Ariane prend le pouvoir. En effet, elle est investie du pouvoir suprême depuis son couronnement et peut donc choisir le nouvel empereur. En extrapolant, il est possible de croire qu’Anne aurait pu continuer de régner après la mort de son père et choisir son mari.
Cependant, Anne est fiancée et mariée à Louis III peu de temps après avoir été couronnée comme impératrice en 900. Il est courant, dans l’empire byzantin, que les filles de l’empereur puissent transiger dans un autre empire avec leur mariage. De plus, la passation du pouvoir royal se fait de père en fils de Basile Ier à Constantin VIII, soit toute la période de la dynastie macédonienne. Les filles ou les veuves liées à l’entourage de l’empereur défunt sont une menace à la passation du pouvoir royal parce qu’elles peuvent légitimer un candidat à monter sur le trône. En éloignant Anne de l’empire, Léon VI assure en quelque sorte la pérennité de son pouvoir.

### Mariage
Anne est fiancée à Louis III vers 899 et est mariée en 900. À cette époque, le mariage a pour but, par l’alliance entre deux familles, de créer des liens politiques au sein de l’empire ou avec une force extérieure. En s’alliant, ils renforcent leur position. Il s’agit de fiançailles qui sont assez rapides en considérant que la société byzantine accorde une grande importance à cette période. Les enfants sont fiancés à l’âge de sept ans et ne se marient que plusieurs années plus tard. En effet, l’âge légal pour le mariage des jeunes filles est fixé à un minimum de douze ans, mais dans les faits, il est plutôt réalisé vers l’âge de vingt-cinq ans. Au moment de ses fiançailles, Anne avait environ douze ans et probablement treize ans lors du mariage.
Plusieurs théories tentent d’expliquer les raisons de ce mariage. L’une d’elles repose sur les motivations personnelles du père d’Anne. Puisque Léon ne pouvait se remarier une troisième fois, il aurait donné sa fille en mariage à un Occidental afin de pouvoir célébrer une nouvelle noce et ainsi avoir la chance de voir naître un héritier mâle. Il ne faut pas oublier qu'Anne est son seul enfant vivant et porte le titre d’impératrice. Cependant, si elle est mariée, elle devra quitter l’empire. Léon VI sera donc libre de se remarier pour qu'il y ait une nouvelle impératrice à Constantinople.
Une autre théorie évoque des raisons religieuses. Il semble que le mariage entre les deux protagonistes cachait des motifs religieux. Il s’agissait d’une tentative de Léon VI et du patriarche Antoine pour rapprocher l’Église orthodoxe et l’Église romaine et ainsi se réconcilier avec le pape Jean IX.
Il y a également une théorie qui tend à prouver que cette alliance vient de l’Occident. Il semble que les raisons qui aient poussé Louis à se marier avec cette princesse orientale soient politiques. En 890, Louis est couronné roi d'Arles, de Provence et de Bourgogne. Avec les origines de sa grand-mère, Englitrude, la fille de Louis II ancien empereur carolingien, il peut prétendre au titre d’empereur d’Occident. De plus, son père Boson, roi de Provence, a été le favori du pape Jean VIII.
Son pédigrée royal et ses prétentions au titre d’empereur ont facilité les fiançailles et le mariage. Cette union avait peut-être pour but de donner un allié supplémentaire à Louis et de montrer l’étendue de son influence en temps d’empereur. Bien entendu, il ne s’agit là que d’une hypothèse. Cependant, en février 901, Louis est sacré empereur par le pape Benoît IV. Il semble également que Louis III ait nourri le rêve d’un empire comme l’ancien Empire romain d’Orient et d’Occident.
La preuve de leur mariage repose dans une lettre de Nicolas le Mystique (ou Nicolas Ier Mystikos), patriarche de Constantinople. Ce document souligne que le quatrième mariage de Léon VI est une aberration puisqu’il a vendu sa fille unique à un seigneur franc dans le but de se marier une troisième fois. Puisque sa femme meurt et qu’il n’a plus d’héritier légitime, il désire se marier une autre fois. Dans la lettre, le patriarche fait référence à Anne, mais également à Louis. Il parle de ce dernier comme étant le cousin de Berthe, cette dernière ayant des liens familiaux entre l’Orient et l’Occident. Sa parenté avec Berthe permet d’affirmer qu’il s’agit bien de Louis. Le patriarche fait également mention d’une aventure malheureuse qui lui est arrivée. Les informations suivantes valident l’identité de Louis parce qu’il s’est fait crever les yeux en 905 par un rival en Italie.

### Charles Constantin
Il s’agit du fils légitime de Louis III et d’Anne de Constantinople. La datation de son âge reste imprécise. Certains la datent vers 901, peu de temps après le mariage de ses parents. Certains historiens, comme Previté-Orthon, établissent la naissance de Charles Constantin en 909. Il semble qu’Anne meurt en lui donnant naissance, car en 915 Louis est marié à Adélaïde. Cependant, l'identité de sa mère ne fait pas consensus. Certains auteurs, comme Riché, attribut la naissance à Adélaïde. Cependant, d’autres chercheurs, comme Stephanni et Previté-Orthon, remettent en cause cette conclusion et allouent sa naissance à Anne.
Il est difficile de dater la naissance de Charles Constantin. Cependant en analysant son prénom composé, il est plus facile d’en tirer des informations sur ses parents et leurs origines. Il y a eu une hypothèse soutenant que Constantin était un surnom et que son vrai nom était seulement Charles. Cependant, Christian Settipani soutient qu’il n’en est rien. Dans les Annales de Flodoard, l’auteur mentionne le prénom Charles Constantin. À ce jour, il s’agit du seul document où il est fait mention de son prénom complet. Settipani fait une analyse des prénoms et surnoms utilisés dans le texte. L’auteur de la recherche ne trouve aucun personnage cité par Flodoard qui porte de double prénom. Les surnoms employés réfèrent plutôt à des caractéristiques morales, physiques ou à des titres honorifiques. Le choix de Constantin réfère directement à l’Empire byzantin et à son fondateur. Il ne s’agit pas d’un choix anodin puisque onze empereurs byzantins l’ont porté. L’utilisation du prénom Constantin fait donc référence à l’Empire byzantin et est un hommage aux origines de sa mère Anne. Quant au prénom Charles, il fait référence au premier empereur occidental, Charlemagne. Traditionnellement, l’usage d’un tel prénom, pour le premier enfant mâle d’un usurpateur, signifie que le parent aspire à mettre en valeur une nouvelle dynastie et assoir son autorité ainsi que sa légitimité. Son prénom est donc le mariage des origines occidentales et orientales de ses parents. L’usage d’un prénom composé, qui fait référence à deux empereurs distincts, est particulièrement symbolique. Cela peut représenter la volonté d’unifier l’ancien Empire romain sous une même entité ou celle d’unifier l’empire carolingien d’Occident et l’empire byzantin d’orient. Donc, si Charles Constantin était le fils d’Adélaïde pourquoi choisir un double prénom d’origine byzantine.

### Mort et réalisation
Anne meurt en donnant naissance à son fils vers l’an 901. Elle a fait le lien, bien que court, entre l’Occident et l’Orient. Étant d’origine byzantine et mariée à un Occidental, elle tisse un lien entre deux peuples. Elle est l’une des précurseurs en tant que représentante de l’Empire byzantin en Occident.